# Szovjet mesterlövészek
A Szovjetunió haderejében szolgáló mesterlövészek fontos szerepet játszottak a második világháború fegyveres konfliktusaiban. A második világháború során a szovjet mesterlövészek a Moszin–Nagant és az SZVT–40 mesterlövész-puskákkal voltak felszerelve, melyekhez 7,62×54 mm R kaliberű könnyű, nehéz, páncéltörő (B–30), páncéltörő és gyújtó (B–32), valamint fényjelző lövedékeket használtak. A mesterlövészek felszereléséhez általában 120 különféle lövedék tartozott.
Más országok fegyveres erőitől eltérően, ahol csak férfiak teljesíthettek frontszolgálatot, a szovjet mesterlövészek között nők is voltak. 1941–1945-ig 2484 női mesterlövész volt a Vörös Hadseregben, akik a háború végéig 11 280 igazolt találatot értek el. Azonban kevesebb mint 500 női mesterlövész élte túl a háborút.

## Harctéri alkalmazásuk

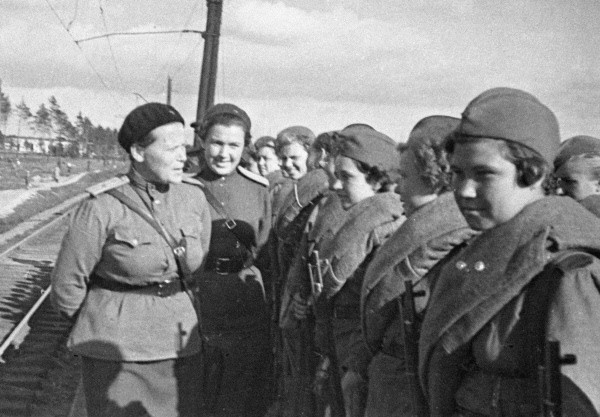
A szovjet Központi Mesterlövész-iskola (Центральная снайперская школа) politikai tisztje, Jekatyerina Nyikiforovna Nyikiforova beszédet intéz az iskola hallgatóihoz, mielőtt azok a frontra indulnak, 1943. április 1.

A Vörös Hadseregben, majd a Varsói Szerződés országaiban is a raj- vagy szakaszszintű mesterlövészek alkalmazása terjedt el. A mesterlövészek alkalmazásának fő indítéka volt, hogy az automata lőfegyverek elterjedésével a lövészkatonákat nem képezték ki arra, hogy nagyobb távolságban lévő ellenséges célpontokat leküzdjenek.
A szovjet katonai elmélet ezért a mesterlövészek elsősorban nagy távolságú lefogó tüzet biztosítottak a raj számára, illetve megsemmisítették a felbukkanó célpontokat, elsősorban az ellenséges alakulatok parancsnokait, tisztjeit. A második világháború során a mesterlövészek alkalmazásával foglalkozó szovjet stratégák (Vaszilij Zajcev is hozzájárult ehhez) felfigyeltek arra, hogy a hadműveletek során a tapasztalt tisztek és tiszthelyettesek elvesztése milyen nagy problémát okoz az egyes alakulatoknak. Emellett azt is figyelembe vették, hogy a drágább és érzékenyebb mesterlövész-puskák költséghatékonyságban felveszik a versenyt a sorállományú katonák által használt gépkarabélyokkal, feltéve, hogy a mesterlövészeket megfelelően válogatták és képezték ki.
A második világháborút megelőző időszakban és a háború alatt a Szovjetunióban több mint 430 000 mesterlövészt képeztek ki, közülük 9500 kapott magasabb besorolást. A raj katonái közül a legjobb céllövőket választották ki mesterlövésznek. Rövid, néhány órás vagy napos képzés után visszakerültek a raj állományába és bevethetők voltak a raj vagy szakaszparancsnok utasításai alapján. A mesterlövészekkel szemben követelmény volt, hogy kiváló fizikai állóképességük legyen, ami megkönnyítette a megfelelő lőállás elérését.
A harcoló felek közül egyedül a Szovjetunióban képeztek ki női mesterlövészeket. A jó céllövők közül kiválasztott és kiképzett mesterlövészeknek becslések szerint 50% esélye volt arra, hogy egy álló alakot 800 méter távolságban eltaláljanak. Ugyanezt a célpontot 500 méter távolságban már 80% eséllyel találták el, míg 200 méteren a találati valószínűség 90%-ra emelkedett. Az egyik fiatal női mesterlövész, Klavgyija Kalugina egy interjúban megerősítette, hogy bár kb. 800 méteres távolságban lévő célpontot is meg tudtak figyelni, leggyakrabban 200-300 méteres távolságra tüzeltek. A mesterlövészek percenként csak 1 vagy 2 célzott lövést tudtak leadni, ezért igen fontos volt számukra, hogy csak a legfontosabb célpontokat vegyék tűz alá.
A szovjet mesterlövészek alkalmazásának legsikeresebb szakasza 1941-1943 közöttre tehető, amikor védekező háborút vívtak Németország ellen. A háború második szakaszában, amikor a Vörös Hadsereg megindította ellentámadását, a német mesterlövészek is igen nagy veszélyt jelentettek a támadó szovjet csapatokra.

## Fegyverzetük
A szovjet mesterlövészek által használt fegyverek a Moszin–Nagant, az SZVT–40, valamint az SZVD mesterlövész-puskák voltak.

### Moszin–Nagant
A Moszin–Nagant puskát 1891-ben a cári haderő rendszeresítette, a zárszerkezetet az orosz Szergej Moszin ezredes fejlesztette ki, míg a tárat a belga Emile Nagant. A puskát nemcsak Oroszországban, hanem Franciaországban, az Egyesült Államokban, Finnországban, Kínában és Észak-Koreában is gyártották. A hosszú csövű Moszin–Nagant puskák legnagyobb előnye a meglehetősen egyszerű és robusztus zárszerkezet volt, amely igen megbízhatónak számított.
1930-ban módosították az eredeti szerkezetet és a Vörös Hadsereg az 1891/30 típusú Moszin–Nagantok felhasználásával fejlesztette ki az első mesterlövész-puskát. A gyárban kiválogatták azokat a puskákat, amelyek különösen jól sikerültek (10 találatot értek el egy 3,5 cm átmérőjű körben 100 m-en, 7,5 cm-es körben 200 m-en, 18 cm-es körben 400 m-es és végül 35 cm-es körben 600 m-en), és ezeket szerelték fel optikai (PU vagy PE/PEM típusú) céltávcsővel. A német tervezésű PE távcsövet később módosították, hogy könnyebben lehessen gyártani - ez lett a PEM. A PU távcsövet 1942-ben rendszeresítették, az egyszerű szerkezetű, tömegesen gyártható távcsövet a rövid életű SZVT–40-ről vették át.
A Moszin–Nagant mesterlövészpuskákat a második világháború alatt és után is alkalmazták a szovjetek, és feltűntek a Kínai Néphadseregben (a koreai háború során a kínai Csang Tao Fang 214 ENSZ katonát ölt meg 32 nap alatt egy ilyen puskával), Vietnamban és egyes afrikai konfliktusokban is.

### SZVT–40
A SZVT–40 szovjet mesterlövészpuskát a második világháború során fejlesztették ki a Moszin–Nagant leváltására. Az SZVT–40 félautomata karabély volt, amely ugyanazzal a 7,62×54 mm R kaliberű puskalőszerrel tüzelt, mint a Moszin–Nagant. Utóbbival ellentétben azonban számos probléma volt vele, elsősorban túlságosan bonyolult szerkezetével, amely nem tette lehetővé a tömeggyártást. Emellett az SZVT–40 puskák nem voltak olyan pontosak, mint a Moszin–Nagantok, illetve a torkolati tüzük olyan nagy volt, hogy könnyen elárulta a mesterlövész pozícióját. A problémák miatt az SZVT–40 sosem került rendszeresítésre és helyette a Moszin–Nagant PU változatát vezették be.

### SZVD
Az SZVD vagy Dragunov-mesterlövészpuska (oroszul: Снайперская винтовка Драгунова [Sznajperszkaja vintovka Dragunova], rövidítve SZVD) egy gázelvételes, forgózáras reteszelésű fegyver, amelyet Jevgenyij Dragunov tervezett 1958 és 1963 között a Moszin–Nagant felváltására. Az SZVD volt a világ első, kifejezetten erre a célra épített puskája, és rendszeresítése után a Varsói Szerződés országainak haderejében is elterjedt. A fegyver félautomata, csak egyeslövésre képes. A fegyver SZVD–63 típusnéven is ismert, ahol a szám a rendszeresítés évére utal. Ez a fegyver is ugyanazt a 7,62×54 mm R kaliberű lőszert használta, mint a korábbi mesterlövészpuskák.

## Híres szovjet mesterlövészek

### A legsikeresebb férfi mesterlövészek
1. Ivan Mihajlovics Szidorenko - kb. 500 megerősített találat[8]
2. Nyikolaj Jakovlevics Iljin (50. gárda-lövészezred) - 499 megerősített találat
3. Ivan Nyikolajevics Kulbertyinov (23. önálló sídandár) - 489 megerősített találat
4. Vlagyimir Nyikolajevics Pcselincev - 456 találat, közte 14 ellenséges mesterlövész
5. Mihail Ivanovics Bugyenkov  (59. gárda-lövészezred) - 437 találat
6. Fjodor Matvejevics Ohlopkov (1243. lövészezred) - 429 találat
7. Fjodor Trofimovics Gyjacsenko - 425 találat
8. Vaszilij Ivanovics Goloszov - 422 találat
9. Sztyepan Vasziljevics Petrenko - 422 találat[9]

Vaszilij Grigorjevics Zajcev (1047. lövészezred) 248 megerősített találatot ért el, de ezt követően kivonták a frontvonalból. Szidorenkóról feljegyezték, hogy az általa megölt ellenséges katonák mellett egy alkalommal egy harckocsit és három traktort is kilőtt gyújtólövedékekkel. A megerősített találatok száma természetesen jóval alacsonyabb, mint a ténylegesen megölt ellenséges katonáké - például Ohlopkov a feljegyzések szerint több mint 1000 katonát ölt meg mesterlövészként. A tíz legjobb szovjet mesterlövész összesen 4200 megerősített találatot ért el, a 20 legjobb pedig 7400 találatot. A 82. lövészhadosztályban szolgáló Mihail Liszov 1941 októberében mesterlövészpuskájával lelőtt egy Ju 87 típusú zuhanóbombázót. Szemjon Danyilovics Nomokonov csak 367 megerősített találatot ért el, de köztük volt egy német tábornok is. Ivan Grigorjevics Kalasnyikov 350 megerősített találata szintén átlagos eredménynek számít, de 45 találatot éjszaka ért el.

### A legsikeresebb női mesterlövészek
1. Ljudmila Pavlicsenko - 309 megerősített találat
2. Olga Vasziljeva - 185 találat
3. Genya Peretyatyko - 148 találat
4. Inna Mudrecova - 138 találat
5. Nyina Petrova - 122 találat
6. Tatyjana Kosztrina - 120 találat
7. Olga Bordasevszkaja - 108 találat
8. Natalja Szapjan - 102 találat
9. Vera Petrovszkaja - 100 találat[10]
10. Alija Nurmuhambetovna Moldagulova - 91 találat, posztumusz Szovjetunió Hőse-kitüntetés[11]

A legidősebb női mesterlövész, Nyina Petrova 1893-ban született és a Szovjetunió megtámadásakor 48 éves volt. Ennek ellenére önként jelentkezett a hadseregbe és összesen 122 megerősített találatot ért el. 1945. május 1-jén autóbalesetben halt meg.

## További képek

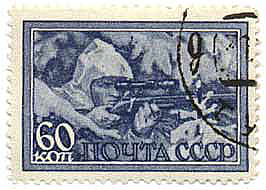
60 kopejkás bélyeg Ljudmila Pavlicsenko emlékére
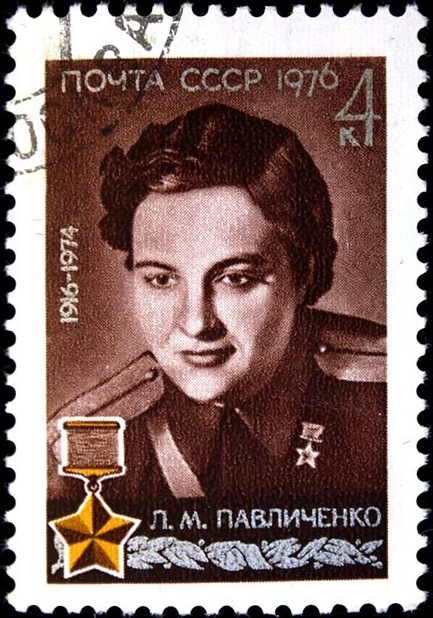
Egy 1976-os bélyeg, amely a Szovjetunió Hőse kitüntetéssel ábrázolja Pavlicsenkót
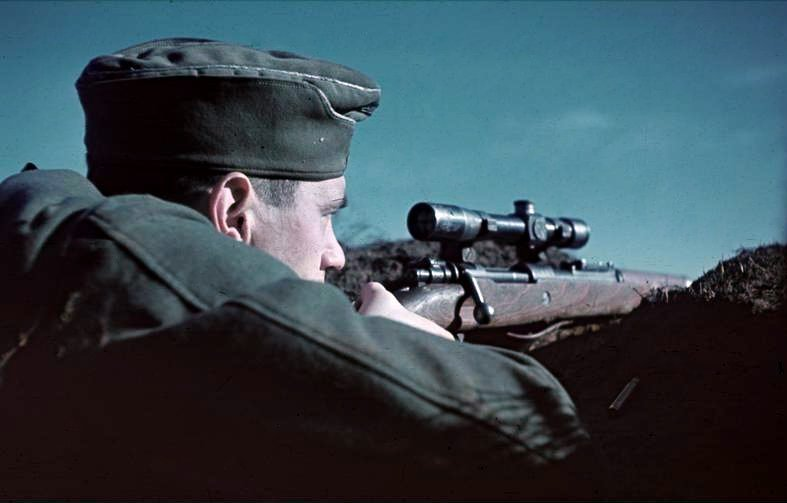
A másik oldal - a 6. hadsereg állományába tartozó német mesterlövész 1942 szeptemberében Szálingrád közelében
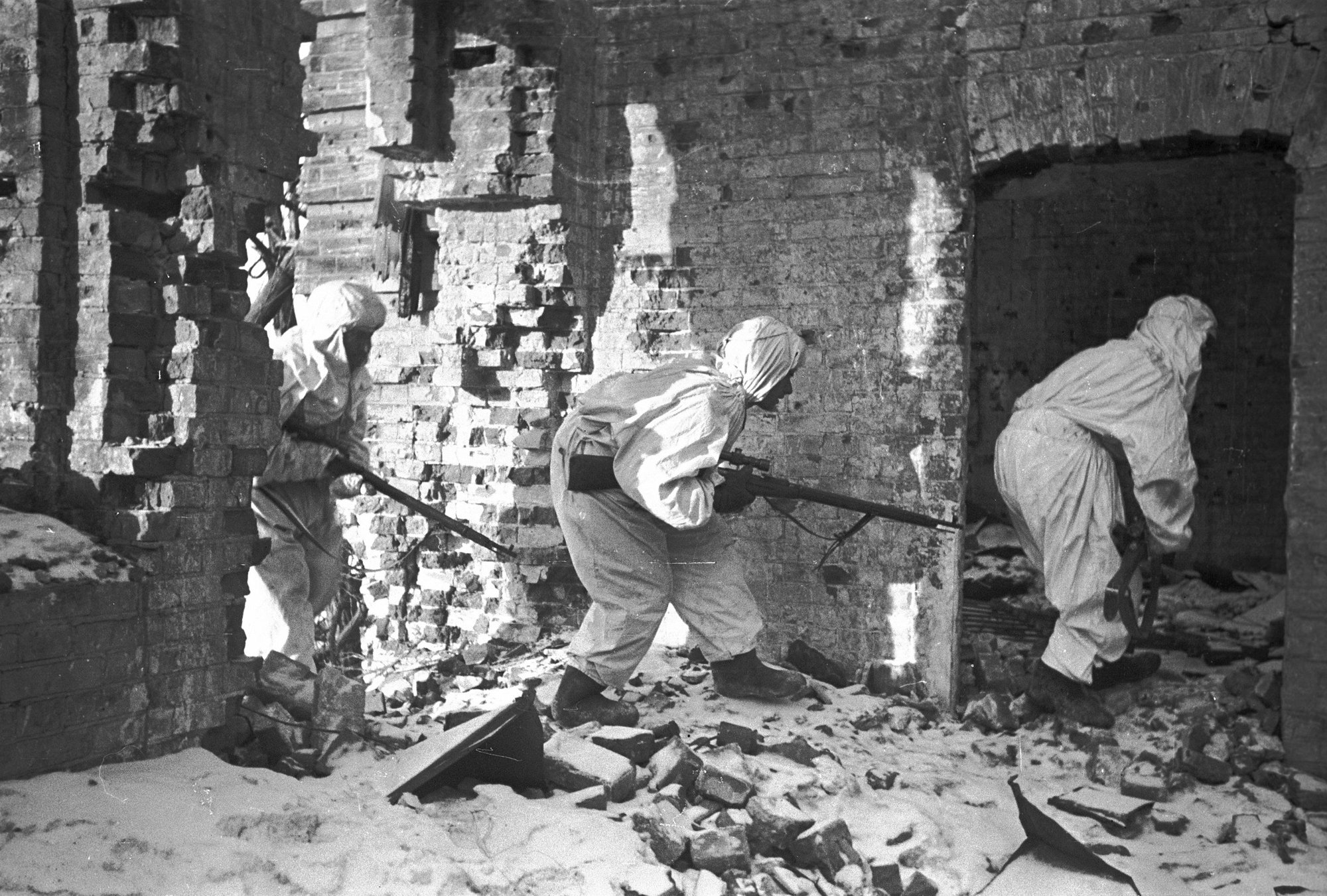
Téli álcaruhába öltözött szovjet mesterlövészek tüzelőállást keresnek egy lerombolt házban, 1942. december 1.

## Szovjet mesterlövészek a kultúrában
- 2001-ben jelent meg az Ellenség a kapuknál c. amerikai film, a történet 1942–1943-ban játszódik, a német Erwin König és  Vaszilij Zajcev szovjet mesterlövész harcát mutatja be Zajcev szemszögéből. A film címe William Craig 1973-as Enemy at the Gates: The Battle for Stalingrad című regényéből származik.[12]
- A szovjet mesterlövészek feltűnnek a Call of Duty videójáték-sorozat World at War részében is, amikor a játékos azt a feladatot kapja egyik katonatársától, aki ide-oda rohangálva magára vonja az ellenséges mesterlövészek tűzét, hogy mesterlövészként semmisítse meg azokat.
- Tom Clancy A medve és a sárkány című regényében egy második világháborús veterán orosz mesterlövész régi puskájával lő le egy kínai tábornokot, miközben Kína megszállja Oroszországot.
- Szintén Vaszilij Zajcev a főszereplője David L. Robbins "Patkányok háborúja" (Battle of Rats) című regényének.
- James Riordan "Mesterlövész" (The Sniper) című regénye Tánya Csernova (84 megerősített találat) történetét meséli el, és az író által készített interjúkon alapul.[13]
- A "Négy lépés a halál" (Four Steps to Death) című regény (írta John Wilson) szintén egy női mesterlövészt, Jelena Pavlovát mutatja be a sztálingrádi csata során.
- Ljudmila Pavlicsenko történetét mutatja be a Csata Szevasztopolért című 2015-ben bemutatott film.

### Fordítás
- Ez a szócikk részben vagy egészben  a   Snipers of the Soviet Union című angol Wikipédia-szócikk ezen változatának fordításán alapul.  Az eredeti cikk szerkesztőit annak laptörténete sorolja fel. Ez a jelzés csupán a megfogalmazás eredetét és a szerzői jogokat jelzi, nem szolgál a cikkben szereplő információk forrásmegjelöléseként.

### Külső hivatkozások
- Snipers of World War II (angolul)
- További képek második világháborús szovjet mesterlövészekről
- További képek Ljudmila Mihajlovna Pavlicsenkóról és más női mesterlövészekről
- Tisztelgés a szivjet mesterlövészek előtt - video